# Tonglou
Tonglou (kinesiska: 桐楼) är en socken i sydvästra Kina. Den ligger i Pengshui härad i storstadsområdet Chongqing, omkring 190 kilometer öster om det centrala stadsdistriktet Yuzhong. Antalet invånare är 3 576. Befolkningen består av 1 755 kvinnor och 1 821 män. Barn under 15 år utgör 28,0 %, vuxna 15-64 år 60 %, och äldre över 65 år 11,0 %.